# Amable González Abín
Amable González Abín (Nueva de Llanes, 25 de agosto de 1862 - Pría, 21 de marzo de 1911) fue un escritor y poeta español en lenguas asturiana y castellana. 
Hijo de Pedro González Abín y de Antonia González Covián. Dada la duplicidad de apellidos adoptará el segundo de su padre.  Siguiendo la tendencia migratoria de los adolescentes  de su época fue emigrante en Cuba a muy temprana edad y a instancias de su hermano Claudio que era propietario de un colmado en la Habana Vieja. Amable trabajó como dependiente ayudando a su hermano y en esta etapa comienza su afición por la lectura y el estudio. Fue también  propietario de un establecimiento-bodega que vendería años más tarde para retornar a su pueblo natal. En 1881 con 20 años ingresa en el Batallón n.º 6 de Cazadores de La Habana, para cumplir el servicio militar atenuado, como Mozo de Reemplazo n.º 178 de Llanes, en la cuarta compañía del citado batallón. Causa baja por cumplimiento militar el 31 de octubre de 1887, año en que decide regresar a España. Comienza sus estudios en el instituto de Oviedo titulándose en Bachiller en 1891. Continúa sus estudios en Madrid y Francia. En 1894 se licencia en Filosofía y Letras por la Universidad Central de Madrid. Perteneció a la plantilla de profesores del Colegio de la Encarnación de Llanes de 1901 donde impartió clases de francés, y también fue profesor del Colegio de San Pedro y Santa María, creado mediante testamento otorgado en La Habana por la generosidad del indiano D. Francisco del Hoyo Junco, en la localidad de Cardoso (Llanes). En este colegio impartirá clases a los alumnos y alumnas que cursan la carrera de Comercio, de las asignaturas de  Aritmética mercantil, Cálculo mercantil, Principios de Economía política, Correspondencia comercial y caligrafía. Cesa como profesor de este centro en el año 1904 para viajar a Inglaterra en cuya capital permanecerá durante un año. A su regreso es nombrado Oficial Segundo de la Secretaría del Ayuntamiento de Llanes.
En colaboración con el médico y escritor Juan García Purón, jefe de la sección española de la editorial Apletton y Cia., de Nueva York, escribió un método de lectura, en tres tomos, que alcanzó un gran éxito. Reformó y puso al día el tratado de Física Experimental y Aplicada del Padre Ortiz, y el compendio de gramática de Bello. Colaboró en varios periódicos de ámbito regional y nacional y en los  semanarios de Llanes, El Oriente de Asturias, El  Correo de Llanes, El Eco de los Valles, La ley de Dios y  El Pueblo, además de en revistas españolas e hispanoamericanas. Fundó y dirigió  en Nueva el periódico local El Eco de Socampo.
Tal vez no fue consciente pero ejerció de cronista y cantó a su querida Asturias, a Llanes, a Nueva y al Valle de San Jorge: a sus paisajes, a sus gentes y a sus tradiciones. Su amor a su concejo y a la tierra asturiana le llevaron a recoger un rico patrimonio cultural que engloba tradiciones, costumbres, historia y sobre todo la jabla, el bable o Asturiano Oriental, que ha dejado como valiosa herencia a todos los asturianos.
Se casó con Emilia Platas de Piñeres  de cuyo matrimonio nacieron sus hijos Eduardo, Aurelio,  Emilio, Elisa, Teresa, y Patricio. En esta localidad de la parroquia de Pría vivió junto a su familia y  falleció el 25 de marzo del año 1911 cuando contaba 48 años de edad. 
Toda la prensa local y regional se hizo eco de su fallecimiento. El escritor, vecino y  amigo de González Abín, José García Peláez -Pepín de Pría- le dedicó un sentido artículo en el periódico Alma Asturiana bajo el título «Poeta asturiano fallecido»: 

Era correctísimo prosista y muy fecundo poeta, cuya musa, en ocasiones grave y profunda y en otras alegre y retozona, le ha inspirado bellísimas composiciones poéticas, de elegante corte, correctísimas como verdadero maestro de la métrica. Nacido en Nueva en las márgenes del Ereba, arroyo que divide y fertiliza un verdadero pensil de Asturias, sus poesías tienen algo de la dulce melancolía de nuestro atapeceres. Una de sus primeras poesías la dedicó  al Sr. Ruiz Zorrilla, á quien visitó en París, recibiendo del desterrado calurosos plácemes. Estudió Filosofía y Letras en Oviedo y fue discípulo de Salmerón en Madrid, en donde terminó la carrera […].

## Obra Bibliográfica del autor
- Ensayos y  poesías.
- Artículos sueltos en prensa local, regional, nacional e internacional.

- Lector moderno, 3 cuadernos ilustrados, en colaboración con Juan García Purón.[6] Editorial Appleton de New York.

- Lector nacional integrado por cuatro libros graduados de lectura escolar en colaboración con Juan García Purón, para la  editorial Ángel Estrada de Buenos Aires.

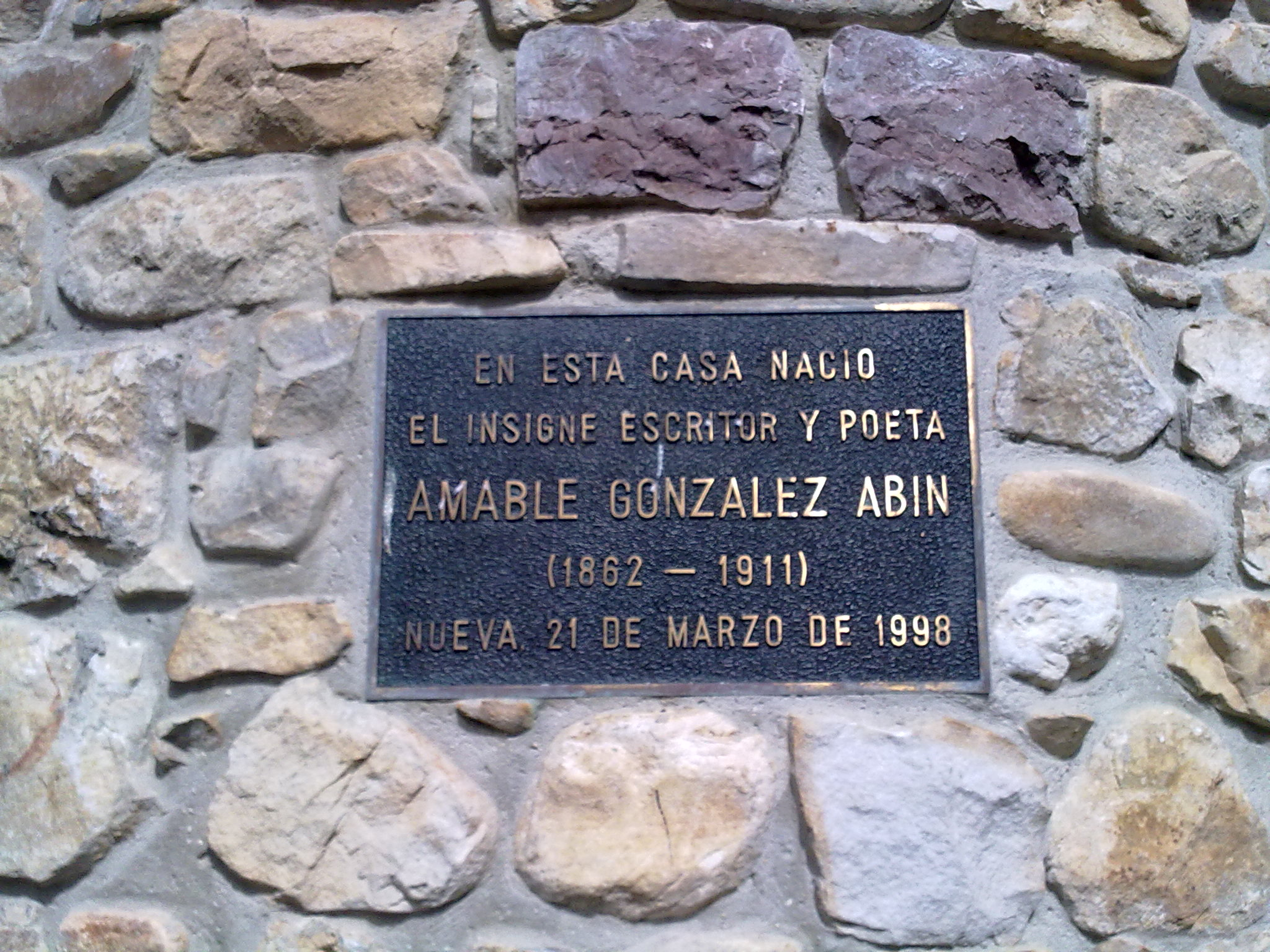
Jueyinas del mió Güertín. Poco antes de su muerte logró ver publicado este  libro que  recoge una recopilación de poemas y prosa escritos el la jabla y en castellano,  publicado  en la Imprenta Real de  Madrid 1911, y reeditado en dos ocasiones por la Editorial Lux de Oviedo en 1962 y por El Oriente de Asturias en 1988 siendo el n.º 42 de la conocida colección Temas Llanes (enlace roto disponible en Internet Archive; véase el historial, la primera versión y la última)..  - Placa conmemorativa en la casa de Amable González Abín.
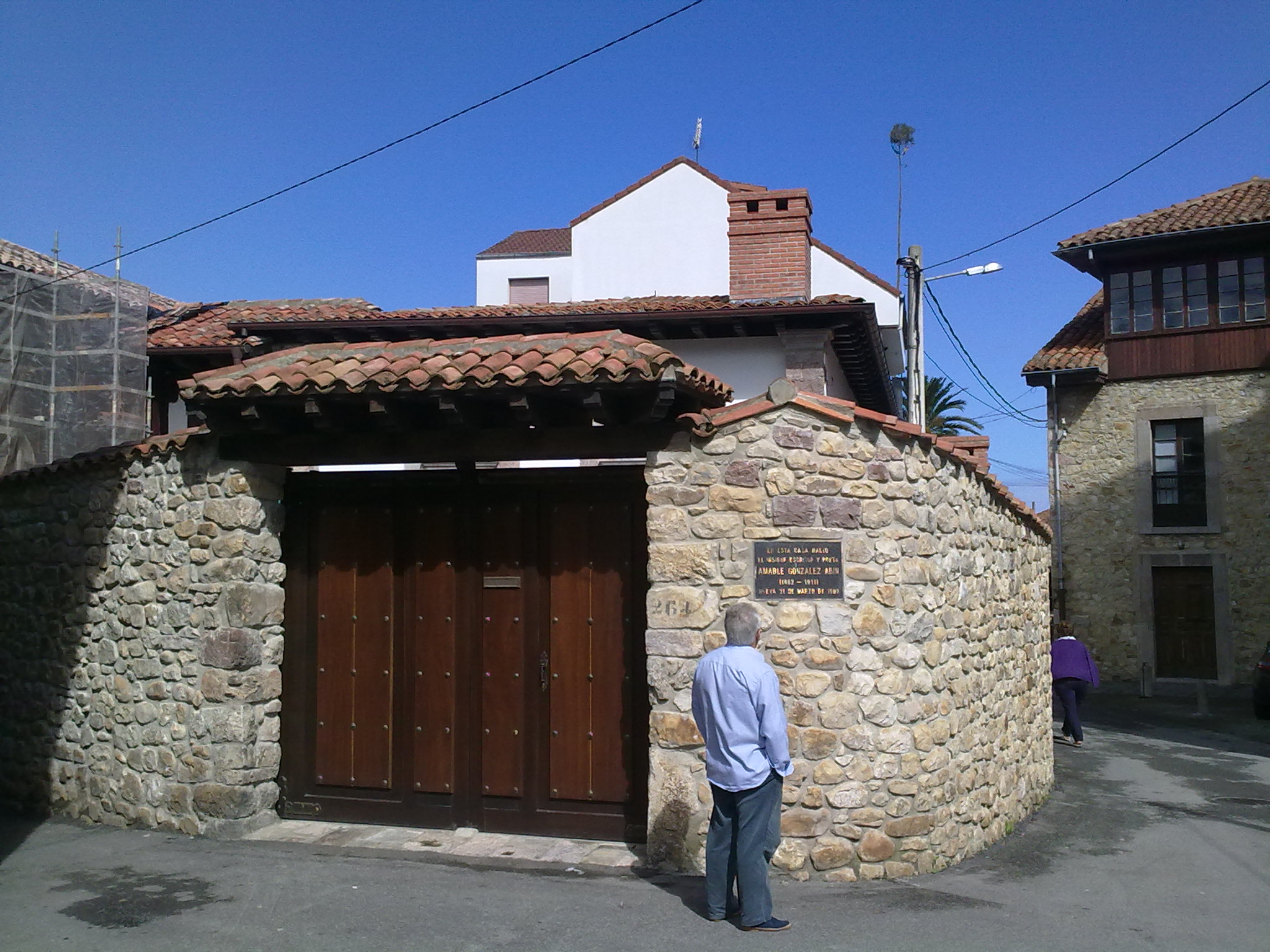
Casa de Amable González Abín en Nueva.
  - Casa de Amable González Abín en Nueva.